# Épithélium intestinal

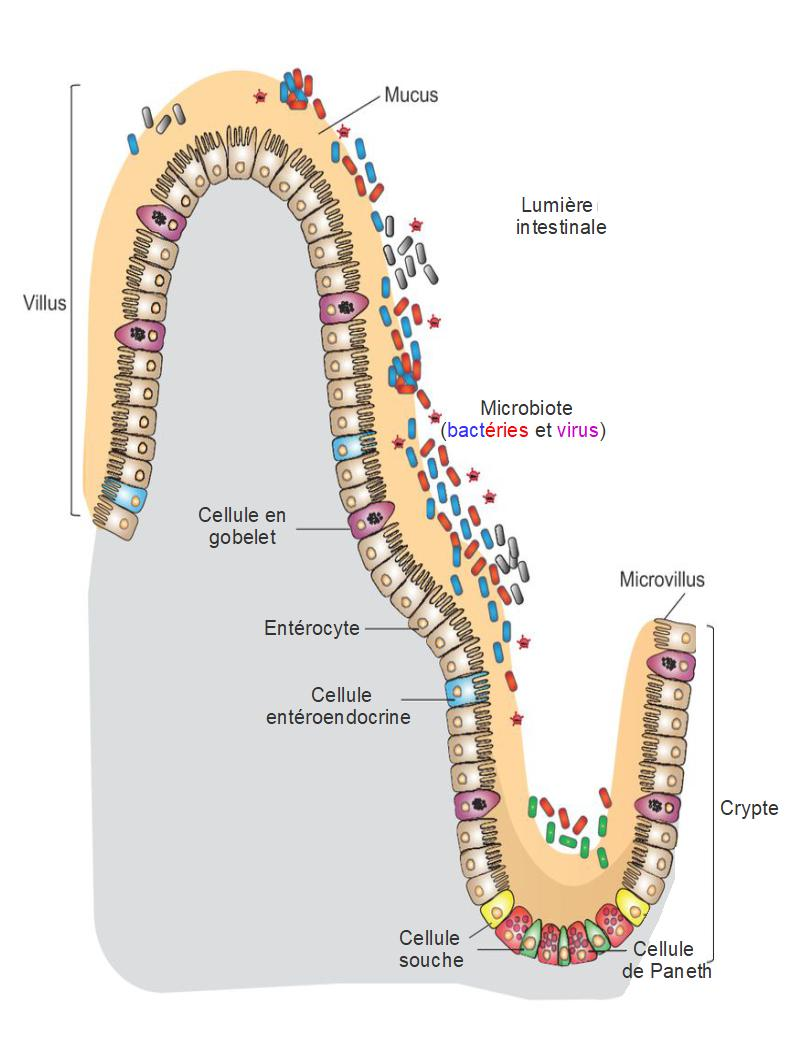
Structure schématique d'une villosité intestinale. Les entérocytes proviennent des cellules souches indifférenciées localisées dans les cryptes (4 à 6 par cryptes).

L'épithélium intestinal est la couche cellulaire unique qui forme la surface luminale (revêtement) de l'intestin grêle et du gros intestin (côlon) de l'appareil digestif. Composé d’épithélium cylindrique simple, ses principales fonctions sont l’absorption et la sécrétion. Les substances utiles sont absorbées dans le corps et l'entrée de substances nocives est restreinte. Les sécrétions comprennent des mucines et des peptides.
Les cellules absorbantes de l’intestin grêle sont appelées entérocytes et dans le côlon, elles sont appelées colonocytes. Les autres types de cellules sont les cellules sécrétoires – cellules caliciformes, cellules de Paneth, cellules entéroendocrines et cellules Tuft. Les cellules de Paneth sont absentes du côlon,.
Dans le cadre de son rôle protecteur, l’épithélium intestinal constitue un élément important de la barrière muqueuse intestinale. Certaines maladies et affections sont causées par des défauts fonctionnels de l'épithélium intestinal. D’un autre côté, diverses maladies et affections peuvent entraîner son dysfonctionnement, ce qui peut entraîner d’autres complications.

## Structure
L'épithélium intestinal fait partie de la muqueuse digestive. L'épithélium est un épithélium simple cuboïde composé d'une seule couche de cellules, tandis que les deux autres couches de la muqueuse, la lamina propria et la muscularis mucosae, soutiennent et communiquent avec la couche épithéliale. Pour contenir le contenu de la lumière intestinale, les cellules de la couche épithéliale sont reliées entre elles par des jonctions serrées, formant ainsi une membrane contiguë et relativement imperméable.
Les cellules épithéliales se renouvellent continuellement tous les 4 à 5 jours grâce à un processus de division cellulaire, de maturation et de migration. Le renouvellement repose sur les cellules prolifératives (cellules souches) qui résident dans la crypte (base) des glandes intestinales (invaginations épithéliales dans le tissu conjonctif sous-jacent). Après s'être formées à la base, les nouvelles cellules migrent vers le haut et hors de la crypte, mûrissant en cours de route. Finalement, ils subissent l'apoptose et sont éliminés dans la lumière intestinale. De cette manière, la muqueuse intestinale se renouvelle constamment tandis que le nombre de cellules constituant la couche épithéliale reste constant.
Dans l’intestin grêle, la couche muqueuse est spécialement adaptée pour offrir une grande surface afin de maximiser l’absorption des nutriments. L'expansion de la surface absorbante, 600 fois supérieure à celle d'un simple tube cylindrique, est obtenue par trois caractéristiques anatomiques :
- Les valvule connivente sont des plis transversaux qui ralentissent le passage du contenu luminal et servent à tripler la surface totale.
- Les villosités et les glandes intestinales servent à décupler la surface de la muqueuse.
- Les microvillosités recouvrant la surface apicale des entérocytes multiplient par vingt la surface d'absorption. Ces nombreuses projections microscopiques (100 nanomètres de diamètre) en forme de doigts forment une bordure en brosse ondulée.
- La bordure en brosse sur la surface apicale des cellules épithéliales est recouverte de glycocalyx, composé d'oligosaccharides attachés aux glycoprotéines membranaires et aux glycolipides[7].

### Types de cellules
Différents types de cellules sont produits par les cellules souches qui résident à la base des cryptes. Chaque type mûrit selon son programme de différenciation spécifique à mesure qu'il migre vers le haut et hors de la crypte. De nombreux gènes nécessaires à la différenciation en différents types de cellules épithéliales ont été identifiés et caractérisés. Les types de cellules produits sont : les entérocytes (intestin grêle) (appelés colonocytes du côlon), les cellules caliciformes, les cellules entéroendocrines, les cellules de Paneth, les cellules M, les cellules en coupe et les cellules tuft. Leurs fonctions sont répertoriées ici :
- Les entérocytes (dans l'intestin grêle), appelés colonocytes dans le côlon, sont les plus nombreuses et fonctionnent principalement pour l'absorption des nutriments. Les entérocytes expriment de nombreuses enzymes cataboliques sur leur surface luminale extérieure pour décomposer les molécules à des tailles appropriées pour leur absorption dans la cellule. Des exemples de molécules absorbées par les entérocytes sont : les ions, l'eau, les sucres simples, les vitamines, les lipides, les peptides et les acides aminés.
- Les cellules caliciformes sécrètent la couche de mucus qui protège l'épithélium du contenu luminal.
- Les cellules entéroendocrines sécrètent diverses hormones gastro-intestinales, notamment la sécrétine, la cholécystokinine et l'entéroglucagon, entre autres. Des sous-ensembles de cellules épithéliales sensorielles intestinales se synapsent avec les nerfs[9] et sont connus sous le nom de cellules neuropodes[10].
- Les cellules de Paneth produisent des peptides antimicrobiens tels que l'alpha-défensine humaine[11],[12].
- Les cellules M prélèvent les antigènes de la lumière et les délivrent au tissu lymphoïde associé à la muqueuse (MALT). Dans l'intestin grêle, les cellules M sont associées aux plaques de Peyer.
- Les cellules en coupe sont un type de cellule distinct qui produit de la vimentine[13].
- Les cellules Tuft jouent un rôle dans la réponse immunitaire[13].

Dans tout le tube digestif, la répartition des différents types de cellules épithéliales varie en fonction de la fonction de cette région.

## Fonctions de l'épithélium intestinal
La barrière formée par l'épithélium intestinal sépare l'environnement externe (le contenu de la lumière intestinale) du corps et constitue la surface muqueuse la plus étendue et la plus importante du corps.
L'épithélium intestinal remplit plusieurs fonctions cruciales, présentant des caractéristiques immunitaires à la fois innées et adaptatives. Il surveille de près son environnement intracellulaire et extracellulaire, communique des messages aux cellules voisines et initie rapidement des mesures actives de défense et de réparation, si nécessaire. D'une part, il agit comme une barrière, empêchant l'entrée de substances nocives telles que des antigènes étrangers, des toxines et des micro-organismes,. D'autre part, il agit comme un filtre sélectif qui facilite l'absorption des nutriments alimentaires, des électrolytes, de l'eau et de diverses autres substances bénéfiques provenant de la lumière intestinale.
Lorsque l’intégrité de la barrière est perdue, la perméabilité intestinale augmente et un passage incontrôlé de substances nocives peut se produire. Cela peut conduire, en fonction de la prédisposition génétique de l'individu, au développement d'une inflammation, d'une infection, d'allergies, de maladies auto-immunes ou d'un cancer - au sein de l'intestin lui-même ou d'autres organes.
Bien qu'ils fonctionnent principalement dans le cadre du système digestif, les entérocytes de l'épithélium intestinal expriment également des récepteurs de type Toll et des récepteurs de type NOD qui reconnaissent divers types de microbes et contribuent au fonctionnement du système immunitaire. Ainsi, l’épithélium intestinal sert non seulement de barrière physique séparant la lumière intestinale du corps proprement dit, mais remplit également des fonctions de reconnaissance des agents pathogènes dans le cadre du système immunitaire intrinsèque.

## Auto-renouvellement
Les cellules épithéliales subissent un autorenouvellement (tous les 4 à 5 jours). Les cellules souches positionnées à la base de la crypte entre les cellules de paneth, se divisent à un rythme constant pour renouveler l'épithélium. Les cellules souches, situées à la quatrième position, en partant du bas des cryptes, ont une division activée par une agression ou une infection de l'épithélium intestinal. L'équilibre de la prolifération, du maintien et de la différenciation des cellules épithéliales est assuré par la voie de signalisation Wnt, l'expression de la Bêta-caténine et de TCF4 est située dans les sites primaires de différenciation des cellules épithéliale. La voie de signalisation Wnt entraine une prolifération cellulaire continue des cellules épithéliales de la crypte, en sont absence les cellules commencent à se différencier dans les différents types cellulaires de l'épithélium intestinal. Une mutation génétique des gènes de cette voie de signalisation peut entrainer la formation de cancer colorectal spontané, la mutation du gène APC (une protéine du complexe de dégradation de la Bêta-caténine) peut entrainer une polypose adénomateuse familiale.
Les cellules souches vont former des cellules progénitrice qui vont progressivement acquérir leur maturité tout en migrant vers l'extrémité de la villosité, cette migration est contrôlée par la famille de protéines d'éphrine de classe A et de classe B guide les ligands avec les récepteurs de la surface cellulaire de la famille EphB pour fournir une migration stable, ordonnée et spécifique des cellules épithéliales intestinales des cryptes de Lieberkühn au sein des villosités. Les protéines de type Wnt déclenchent l'expression des récepteurs EphB au fond de la crypte, entraînant une diminution de l'expression de l'Eph et une augmentation de l'expression du ligand de l'éphrine, plus le placement d'une cellule progénitrice est superficiel. La migration est causée par un mécanisme de signalisation bidirectionnelle dans lequel l'engagement du ligand d'éphrine avec le récepteur EphB régule la dynamique du cytosquelette de l'actine pour provoquer une « répulsion ». Les cellules restent en place une fois que l'interaction cesse de s'arrêter. Alors que le mucus sécrétant les cellules en gobelet et les cellules absorbantes se déplacent vers la lumière, les cellules matures de Paneth se déplacent dans la direction opposée, au fond de la crypte, où elles résident. À l'exception de la liaison du ligand d'éphrine à EphA5, toutes les autres protéines de classe A et B ont été trouvées dans l'intestin. Cependant, les protéines d'éphrine A4, A8, B2 et B4 ont les niveaux les plus élevés en phase fœtale et diminuent avec l'âge.
L'expérience réalisée avec des souris mutantes à récepteur Eph a révélé un trouble dans la distribution de différents types de cellules. Des cellules absorbantes de différenciation différente ont été mélangées avec les cellules souches dans les villosités. Sans le récepteur, le ligand d'Ephrin s'est révélé insuffisant pour le placement correct des cellules. Des études récentes, réalisées sur des souris dont l'ephrine est obsolète, ont également montré des preuves du rôle indirect de l'interaction ephrine-eph dans la suppression du cancer colorectal. Le développement de polypes adénomateux créé par la prolifération incontrôlée de cellules épithéliales est contrôlé par l'interaction ephrine-eph. Les souris possédant une mutation APC, autrement dit sans protéines ephrin-B, n'ont pas les moyens d'empêcher la propagation de cellules tumorales positives à l'ephB tout au long de la jonction crypte-villosité. De même, au sein de l'organisme des souris possédant une éphrine B2 dite « knock-out » — ou déficiente, obsolète —, il a été établi que cette anomalie engendre d'importants déficits vasculaires.
En parallèle de ces éléments, des recherches effectuées sur des oursins ont permis de constater que la signalisation du couple éphrine/Eph intervient dans la migration et l'insertion des immunocytes au sein de l'épythélium.
La spécification des cellules progénitrice dans les différents est contrôlé par la voie de signalisation Notch, en sa présence l'expression du facteur de transcription Hes1 est augmentée entrainant une répression de l'expression de ATOH1 par celui-ci. Ces cellules ce différentie alors en cellules bordantes puis en entérocytes, en l'absence de Hes1 l'expression de ATOH1 entraine la différenciation des cellules ne cellules sécrétoires qui vont elles-mêmes ce différentier en fonction de la présence d'un autre facteur de transcription GFI1. En sa présence le gène NEUROG3 est réprimé entrainant la différenciation des cellules en cellules de Paneth ou en cellules a mucus en son absence NEUROG3 entraine la différenciation des cellules sécrétoires en cellules endocrine.

## Physiologie
L'épithélium intestinal possède une structure anatomique complexe qui facilite la motilité et les fonctions digestives, absorbantes, immunologiques et neuroendocriniennes coordonnées.
Le mucus sécrété par les cellules caliciformes agit comme un lubrifiant et protège la couche de cellules épithéliales contre l'irritation du contenu muqueux.
Traditionnellement, les cellules des cryptes étaient principalement considérées comme des cellules sécrétoires, tandis que les entérocytes étaient considérés comme principalement absorbants. Cependant, des études récentes ont remis en question ce cloisonnement fonctionnel classique et ont montré que les cellules de surface et les cellules des cryptes peuvent remplir à la fois des fonctions de sécrétion et d'absorption et qu'en fait, ces fonctions peuvent se produire simultanément,.

### Absorption des nutriments
Le glycocalyx, qui est un réseau lâche composé de chaînes latérales d'oligosaccharides d'hydrolases membranaires intégrales et d'autres enzymes essentielles à la digestion des protéines et des glucides, recouvre la bordure en brosse de la surface apicale des entérocytes. Ces glycoprotéines, glycolipides et enzymes catalysent les dernières étapes digestives des glucides et des protéines luminaux. Les monosaccharides et les acides aminés ainsi produits sont ensuite transportés à travers l'épithélium intestinal et finalement dans la circulation sanguine.
L’absorption des électrolytes et de l’eau est l’une des fonctions les plus importantes du tube digestif. L'absorption de l'eau est passive et isotonique, en fonction de la vitesse et de la direction du flux de soluté. D'autres facteurs influençant l'absorption des liquides sont l'osmolarité et la région intestinale spécifique. La perméabilité sélective régulée s'effectue par deux voies principales : la voie transcellulaire (transépithéliale) et la voie paracellulaire.

### Perméabilité transcellulaire
Cela consiste en un transport spécifique de solutés à travers les cellules épithéliales. Il est principalement régulé par les activités de transporteurs spécialisés qui transfèrent des électrolytes spécifiques, des acides aminés, des sucres, des acides gras à chaîne courte et d'autres molécules vers ou hors de la cellule.

### Perméabilité paracellulaire
La perméabilité paracellulaire dépend du transport à travers les espaces existant entre les cellules épithéliales. Elle est régulée par des jonctions cellulaires localisées dans les membranes laminales des cellules. Il s’agit de la principale voie de circulation passive de l’eau et des solutés à travers l’épithélium intestinal. La régulation dépend des jonctions serrées intercellulaires qui ont le plus d'influence sur le transport paracellulaire. Des études en microscopie électronique ont montré que la résistance électrique des couches épithéliales dépend de la complexité et du nombre de filaments au sein des complexes protéiques transmembranaires à jonction serrée. En outre, la résistance de la membrane plasmique et la conductance transmembranaire variable des cellules épithéliales peuvent également moduler la fonction des voies paracellulaires.